# Daisuke Nakajima
Daisuke Nakajima (jap. 中島 大祐, Nakajima Daisuke; * 29. Januar 1989 in Okazaki, Präfektur Aichi) ist ein japanischer Automobilrennfahrer. Er startete von 2011 bis 2015 in der Super Formula (ehemals Formel Nippon).

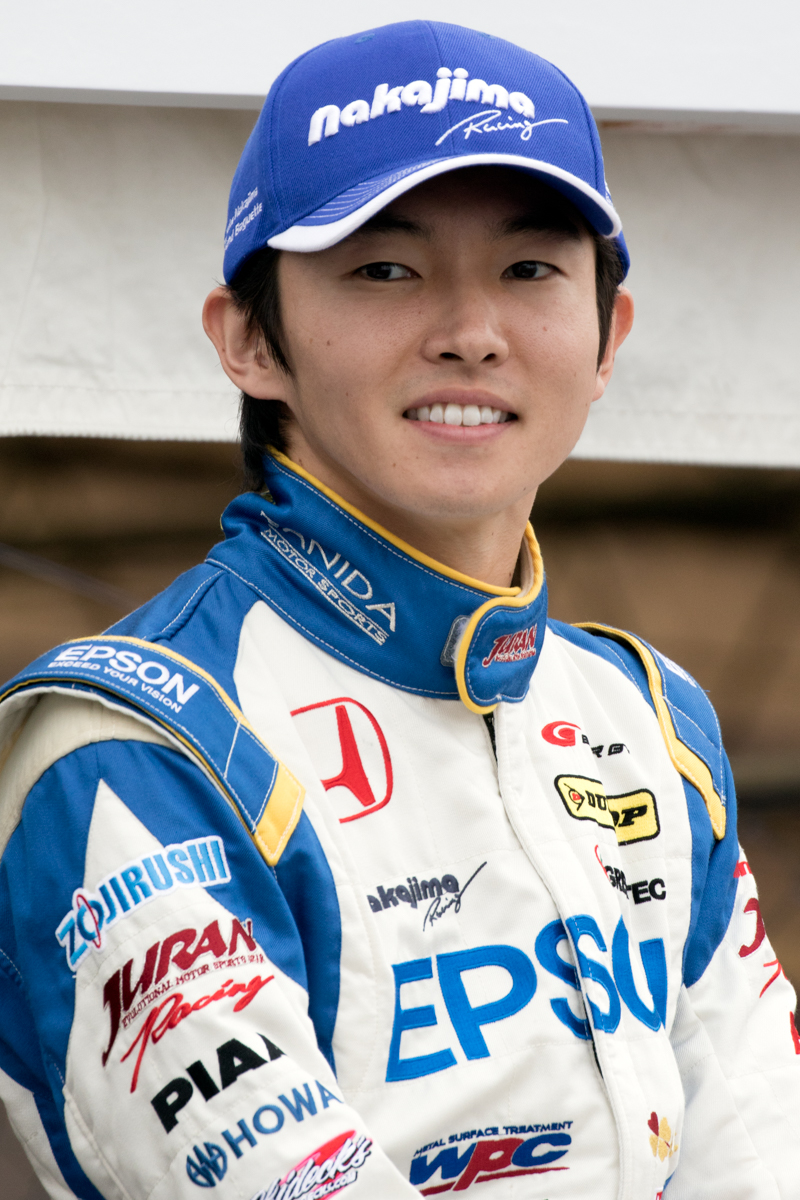
Daisuke Nakajima 2015

Sein Vater Satoru und sein Bruder Kazuki sind ebenfalls Rennfahrer.

## Karriere
Nachdem Nakajima seine Motorsportkarriere im Kartsport begonnen hatte, wechselte er 2007 in den Formelsport und machte seine ersten Erfahrungen in der japanischen Formel Challenge. Mit vier Siegen wurde er Fünfter in der Gesamtwertung. 2008 wechselte Nakajima in die japanische Formel-3-Meisterschaft und belegte den neunten Gesamtrang.
2009 wechselte Nakajima nach Europa und ging für Räikkönen Robertson Racing in der britischen Formel-3-Meisterschaft an den Start. Mit zwei Podest-Platzierungen beendete er die Saison auf dem siebten Gesamtrang und platzierte sich somit vor seinem Teamkollegen Carlos Huertas, der Achter wurde. 2010 bestritt Nakajima für Räikkönen Robertson Racing seine zweite Saison in der britischen Formel-3-Meisterschaft. Mit drei zweiten Plätzen als beste Resultate belegte er den elften Platz in der Gesamtwertung.

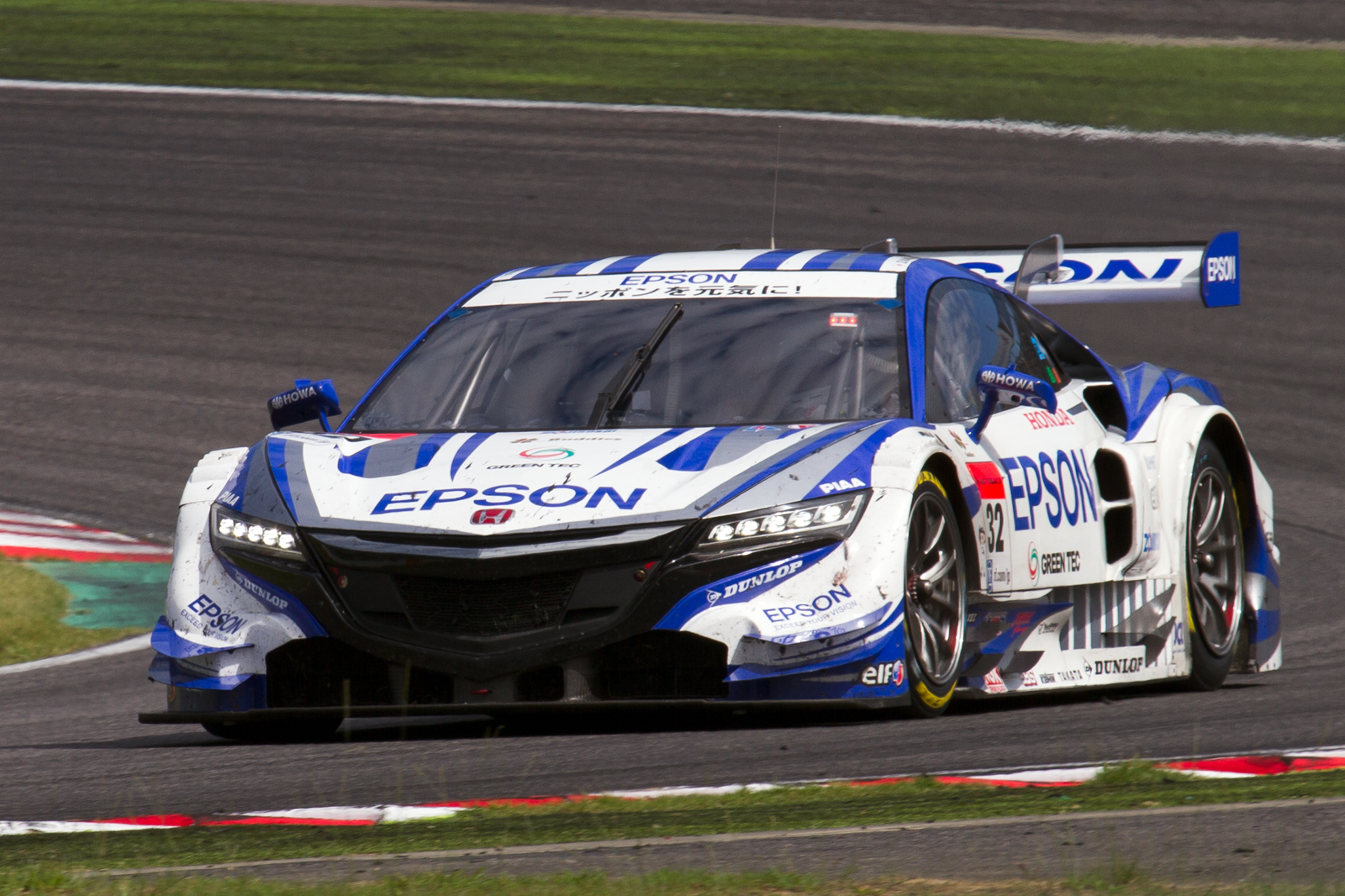
Daisuke Nakajima im Rennen der Serie Super GT 2014 in Suzuka

2011 kehrte Nakajima nach Japan zurück und trat für den familiären Rennstall Nakajima Racing in der Formel Nippon an. Er schloss seine Debütsaison auf dem 13. Gesamtrang ab, während sein Teamkollege Takashi Kogure Gesamtsiebter wurde. 2012 absolvierte Nakajima seine zweite Formel-Nippon-Saison für Nakajima Racing. Er lag am Ende punktelos auf dem 16. Platz und wurde damit erneut von Kogure, der den 13. Platz erreicht hatte, geschlagen. Darüber hinaus nahm Nakajima für Mugen an fünf Rennen der Super GT teil. Dabei belegte er zusammen mit Hideki Mutoh den 15. Platz in der GT300-Klasse. 2013 blieb Nakajima bei Nakajima Racing in der Formel Nippon, die von nun an Super Formula hieß. In Suzuka gelang ihm mit dem zweiten Platz seine erste Podest-Platzierung und er beendete die Saison auf dem zwölften Gesamtrang. Teamintern unterlag er somit Kogure, der Gesamtachter war. In der Super GT bestritt Nakajima 2013 ebenfalls die gesamte Saison für den familiären Rennstall. Er bildete ein Fahrerduo mit Ryō Michigami. Die beiden beendeten die Saison auf dem 15. und letzten Platz in der Fahrerwertung.
2014 bestritt Nakajima seine vierte Super-Formula-Saison. Er lag am Saisonende auf dem 15. Gesamtrang. Mit 4 zu 0 Punkten setzte er sich erstmals intern gegen Kogure durch. In der Super GT war 2014 Bertrand Baguette Nakajimas Teamkollege. Mit einem dritten Platz erzielten die beiden eine Podest-Platzierung und wurden 17. in der Fahrerwertung. 2015 startete Nakajima abermals für Nakajima Racing in der Super Formula. Er beendete die Saison auf dem zehnten Meisterschaftsplatz. Darüber hinaus war er erneut in der Super GT aktiv. Zusammen mit Baguette wurde er dort 15. der Fahrerwertung.

## Statistik

### Karrierestationen
| - 2007: Japanische Formel Challenge (Platz 5) - 2008: Japanische Formel 3 (Platz 9) - 2009: Britische Formel 3 (Platz 7) - 2010: Britische Formel 3 (Platz 11) - 2011: Formel Nippon (Platz 13) | - 2012: Formel Nippon (Platz 16) - 2012: Super GT, GT300 (Platz 15) - 2013: Super Formula (Platz 12) - 2013: Super GT (Platz 15) - 2014: Super Formula (Platz 15) | - 2014: Super GT (Platz 17) - 2015: Super Formula (Platz 10) - 2015: Super GT (Platz 15) - 2016: Super Formula |

### Einzelergebnisse in der Formel Nippon/Super Formula
| Jahr | Team            | Motor | 1   | 2   | 3   | 4   | 5   | 6   | 7   | 8   | 9   | 10 | 11 | Punkte | Rang |
| ---- | --------------- | ----- | --- | --- | --- | --- | --- | --- | --- | --- | --- | -- | -- | ------ | ---- |
| 2011 | Nakajima Racing | Honda | SU1 | AUT | FU1 | MO1 | SU2 | SUG | MO2 | MO2 | FU2 |    |    | 2      | 13.  |
| 2011 | Nakajima Racing | Honda | 11  | DNF | 8   | 9   | C   | 10  | 11  | 7   | DNF |    |    | 2      | 13.  |
| 2012 | Nakajima Racing | Honda | SU1 | MO1 | AUT | FU1 | MO2 | SUG | SU2 | SU2 | FU2 |    |    | 0      | 16.  |
| 2012 | Nakajima Racing | Honda | 16  | 10  | 11  | 11  | 12  | 12  | 10  | 11  | 9   |    |    | 0      | 16.  |
| 2013 | Nakajima Racing | Honda | SU1 | AUT | FU1 | MOT | INJ | SUG | SU2 | SU2 | FU2 |    |    | 6      | 12.  |
| 2013 | Nakajima Racing | Honda | 16  | DNF | 10  | 10  | C   | 7   | 2   | 11  | DNF |    |    | 6      | 12.  |
| 2014 | Nakajima Racing | Honda | SU1 | FUJ | FUJ | FUJ | MOT | AUT | SUG | SU2 | SU2 |    |    | 4      | 15.  |
| 2014 | Nakajima Racing | Honda | DNF | 9   | 14  | 9   | 16  | 12  | 5   | 9   | 15  |    |    | 4      | 15.  |
| 2015 | Nakajima Racing | Honda | SU1 | OKA | FUJ | MOT | AUT | SUG | SU2 | SU2 |     |    |    | 7      | 10.  |
| 2015 | Nakajima Racing | Honda | 6   | 12  | DNF | 5   | 9   | 12  | DNF | 10  |     |    |    | 7      | 10.  |

Anmerkungen
1. 1 2 3  Für den Fuji Sprint Cup wurden keine Punkte vergeben.